# District de Kaifu (Changsha)
Pour les articles homonymes, voir Kaifu.
Le district de Kaifu (开福区 ; pinyin : Kāifú Qū) est une subdivision administrative de la province du Hunan en Chine. Il est placé sous la juridiction de la ville-préfecture de Changsha.